# Samsung Galaxy A8 (2018)
Samsung Galaxy A8 (2018) та Samsung Galaxy A8+ (2018) — смартфони середнього рівня, розроблені Samsung Electronics, що входять до серії Galaxy A. Були представлені 18 грудня 2017 року. Основною відмінністю між пристроями є розмір.

## Дизайн

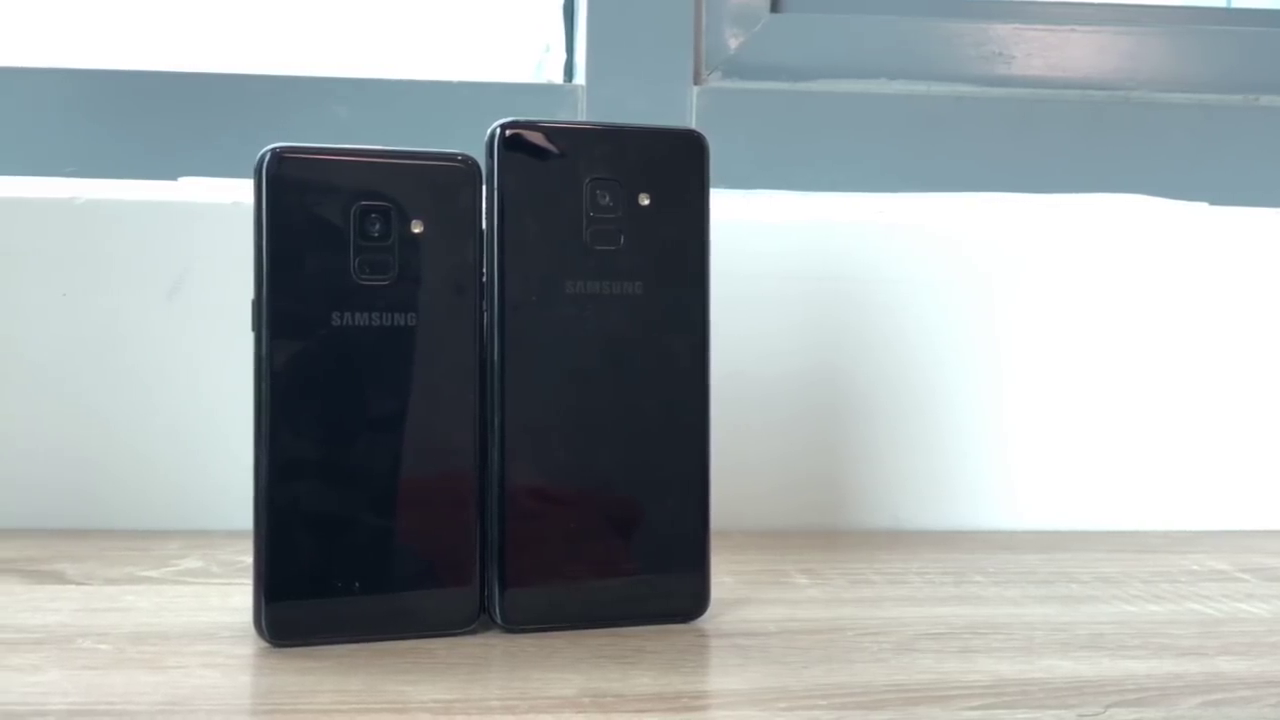
Samsung Galaxy A8 (2018) та Samsung Galaxy A8+ (2018)

Передня панель виконана зі скла Corning Gorilla Glass 4, а задня — Gorilla Glass 5. Бокова частина виготовлена з алюмінію.
За дизайном задньої панелі смартфони схожі на Samsung Galaxy S9. Також Galaxy A8 (2018) та Galaxy A8+ (2018) мають захист від води та пилу по стандарту IP68.
Знизу знаходяться роз'єм USB-C, мікрофон та 3,5 мм аудіороз'єм. Зверху розташований другий мікрофон та залежно від моделі слот під 1 SIM-картку і карту пам'яті або слот під 2 SIM-картки і карту пам'яті. З лівого боку розміщені кнопки регулювання гучності. З правого боку розміщені динамік та кнопка блокування смартфона. Сканер відбитків пальців розташований на задній панелі.
Galaxy A8 (2018) та Galaxy A8+ (2018) продавалися в 4 кольорах чорному, аметист, золотистому та синьому.

## Технічні характеристики

### Апаратне забезпечення

#### Платформа
Пристрої отримали процесор Exynos 7885 та графічний процесор Mali-G71.

#### Акумулятор
Акумуляторна батарея Galaxy A8 (2018) отримала об'єм 3000 мА·год, а Galaxy A8+ (2018) — 3500 мА·год. Обидві моделі мають підтримку швидкої зарядки потужністю 18 Вт.

#### Камера
Смартфони отримали основну камеру 16 Мп, f/1.7 (ширококутний) з фазовим автофокусом та подвійну фронтальну 16 Мп, f/1.9 (ширококутний) + 8 Мп, f/1.9 (ширококутний) з трохи більшим кутом огляду 85°. Основна та фронтальна камери вміють записувати відео в роздільній здатності до 1080p@30fps.

#### Екран
Екран Super AMOLED, 5.6" в Galaxy A8 та 6" в Galaxy A8+, FullHD+ (2220 × 1080) зі щільністю пікселів 441 ppi в Galaxy A8 і 411 ppi в Galaxy A8+ та співвідношенням сторін 18.5:9.

#### Пам'ять
Galaxy A8 (2018) продавався в комплектаціях 4/32 та 4/64 ГБ, а Galaxy A8+ (2018) — 4/32, 4/64 та 6/64 ГБ. Об'єм сховища можна розширити картою пам'яті формату microSD до 256 ГБ.

### Програмне забезпечення
Пристрої були випущені на Samsung Experience 8.5 на базі Android 7.1.1 Nougat. Були оновлені до One UI 1.0 на базі Android 9 Pie.

## Рецензії

### Samsung Galaxy A8 (2018)
Оглядач з ITC.ua поставив Samsung Galaxy A8 (2018) 5 балів із 5. До переваг оглядач він дизайн, збірку, матеріали корпусу, Infinity Display, захист від вологи та пилу по стандарту IP68, достатню продуктивність, програмне забезпечення, швидку зарядку, автономність. До недоліків він відніс ціну.

### Samsung Galaxy A8+ (2018)
Оглядач з ITC.ua поставив Samsung Galaxy A8+ (2018) 4.5 балів із 5. До переваг він відніс екран, екран, вологозахист, подвійну фронтальну камеру, присутність окремого місця для microSD, NFC та MST, продуктивність та автономність. До недоліків він відніс ціну та малий об'єм вбудованої пам'яті.
Натомість, оглядачка з Pingvin.Pro поставив Samsung Galaxy A8+ (2018) 6.8 балів із 10. До переваг вона віднесла дизайн, захист від вологи та пилу по стандарту IP68, екран, зв'язок, NFC та автономність, а до недоліків — ефект веселки Super AMOLED-екрана, низьку продуктивність та відсутність бездротової зарядки.